# Leighton W. Smith
Leighton Warren Smith, Jr., född 20 augusti 1939 i Mobile, Alabama, död 28 november 2023 i Pinehurst i North Carolina, var en amiral i USA:s flotta.

## Biografi
Smith tog examen från avgångsklass 1962 vid United States Naval Academy och erhöll då officersfullmakt i flottan. Han vidareutbildade sig till marinflygare på attackflygplanstyperna A-4 Skyhawk och A-7 Corsair II. Smith deltog i Vietnamkriget och flög över 280 stridsuppdrag över Nordvietnam i främst hangarfartygsbaserade A-7 Corsair II. Smith erhöll två Distinguished Flying Cross.
Smith kom senare att föra befäl över flygförband i flottan på både skvadron och flottiljnivå. Han förde befäl över trängfartyget USS Kalamazoo (AOR-6) innan han tog över befälet för hangarfartyget USS America (CV-66). Smith befordrades till flaggman 1986 och förde då befäl över hangarfartygsstridsgruppen centrerad kring USS Saratoga (CV-60). Därefter följde stabsbefattningar vid United States European Command och därefter OPNAV i Pentagon.
Smith utnämndes till 4-stjärning amiral 1994 och utsågs då till befälhavare för United States Naval Forces Europe samt Nato-kommandot Allied Forces Southern Europe (AFSOUTH). Smith förde då befäl över flygförbudszonen i Operation Deny Flight samt bombflyginsatsen Operation Deliberate Force av Nato-styrkor som ledde fram till Daytonavtalet. I december 1995 tog han samtidigt befälet för den Nato-ledda fredsframtvingande styrkan i Bosnien, Implementation Force (IFOR). Smith kritiserades i den senare rollen av diplomaten Richard Holbrooke för att vara alltför återhållsam i den rollen istället för proaktivt eftersöka krigsförbrytare.
Smith gick i pension från flottan i juli 1996.